# مراکش تانسیفت الحوز
مراکش تانسیفت الحوز یکی از مناطق مراکش بود که در مرکز این کشور قرار داشت. این استان ۳۱٬۱۶۰ کیلومتر مساحت داشته و جمعیت آن در سال ۲۰۰۴ برابر با ۳٬۱۰۲٬۶۵۲ نفر بوده است. مرکز استان مراکش تانسیفت الحوز شهر مراکش بود.

## تقسیمات اداری
این استان شامل بخش‌ها و شهرستان‌های زیر است:
- مراکش
- شهرستان حوز
- شهرستان شیشاوه
- شهرستان قلعه سراغنه
- شهرستان صویره

## پیشینه
استان مراکش تانسیفت الحوز بخشی از تاریخ غنی شمال آفریقا را در خود جای داده‌است. قابل توجه‌ترین مورد، آثار مربوط به سکنی‌گزینی فینیقی‌ها در موگادور در امتداد کرانه‌های صویرهٔ امروزی است که نخستین بار توسط آندره ژودن، باستان‌شناس فرانسوی، مورد کاوش قرار گرفت.